# Saint-Ouen-le-Brisoult
Pour les articles homonymes, voir Saint-Ouen.
Saint-Ouen-le-Brisoult est une commune française du Passais, située dans le département de l'Orne en région Normandie, peuplée de 125 habitants (les Audoniens).

## Géographie
| Antoigny | Antoigny                 | Saint-Patrice-du-Désert |
| Méhoudin | Saint-Ouen-le-Brisoult   | Neuilly-le-Vendin       |
| Madré    | Madré, Neuilly-le-Vendin | Neuilly-le-Vendin       |

### Hydrographie
La commune est située dans le bassin Loire-Bretagne. Elle est drainée par la Mayenne, l'Aisne, la Gourbe et un autre petit cours d'eau,.
La Mayenne, d'une longueur de 203 km, prend sa source dans la commune de Lalacelle, dans le département de l'Orne dont elle longe la limite sud-ouest, puis traverse la Mayenne et se jette  dans la Maine à Angers (Maine-et-Loire), après avoir traversé 58 communes.

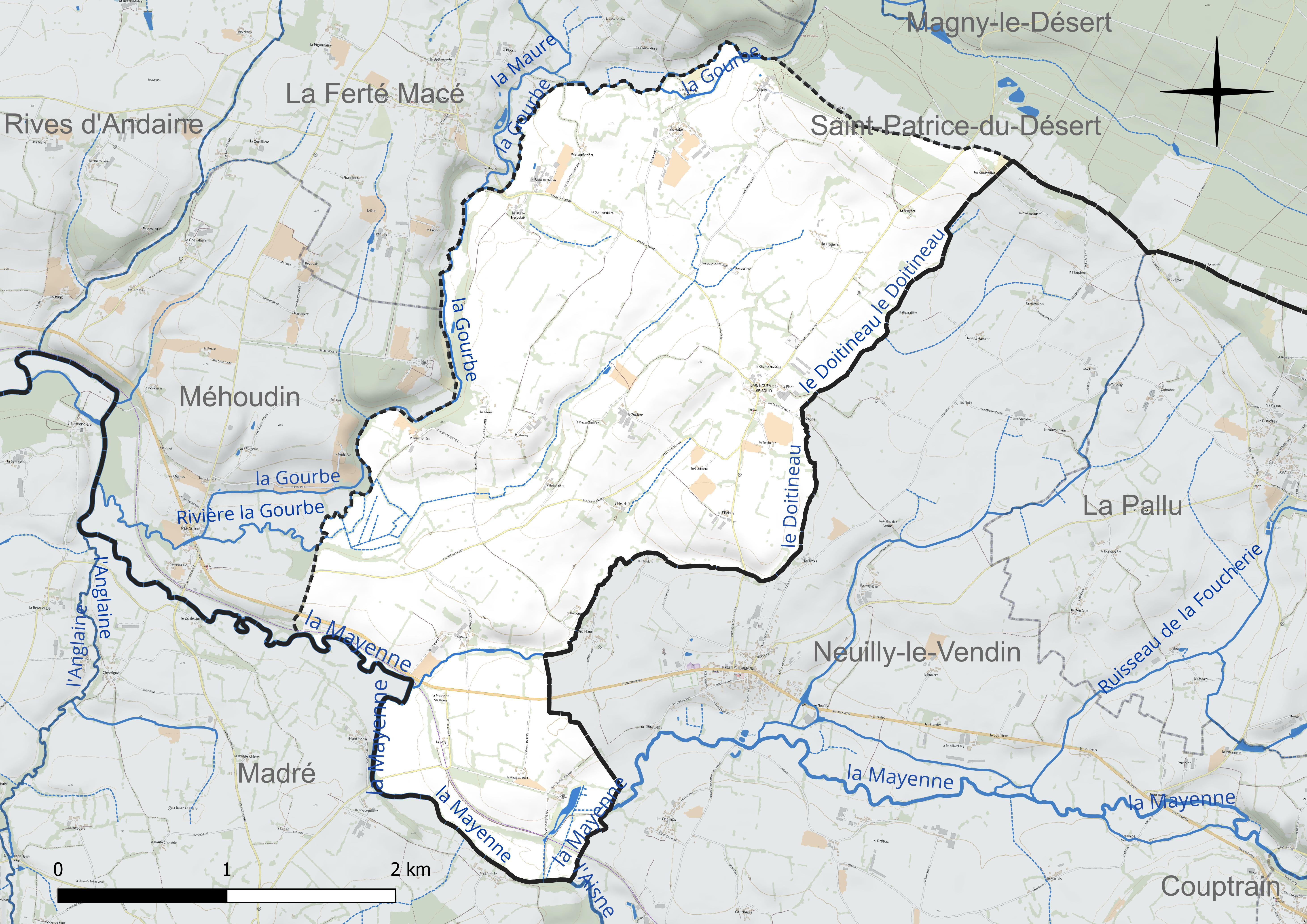
Réseau hydrographique de Saint-Ouen-le-Brisoult.

L'Aisne, d'une longueur de 27 km, prend sa source dans la commune de Champéon et se jette  dans la Mayenne en limite de Neuilly-le-Vendin, de Madré et, sur une vingtaine de mètres, de Saint-Ouen-le-Brisoult, après avoir traversé dix communes.
La Gourbe, d'une longueur de 24 km, prend sa source dans la commune de Joué-du-Bois et se jette  dans la Mayenne à Méhoudin, après avoir traversé huit communes.

### Climat
Pour des articles plus généraux, voir Climat de la Normandie et Climat de l'Orne.
En 2010, le climat de la commune est de type climat océanique altéré, selon une étude du CNRS s'appuyant sur une série de données couvrant la période 1971-2000. En 2020, Météo-France publie une typologie des climats de la France métropolitaine dans laquelle la commune est exposée à un climat océanique et est dans la région climatique Normandie (Cotentin, Orne), caractérisée par une pluviométrie relativement élevée (850 mm/a) et un été frais (15,5 °C) et venté. Parallèlement le GIEC normand, un groupe régional d’experts sur le climat, différencie quant à lui, dans une étude de 2020, trois grands types de climats pour la région Normandie, nuancés à une échelle plus fine par les facteurs géographiques locaux. La commune est, selon ce zonage, exposée à un « climat contrasté des collines », correspondant au Bocage normand, bien arrosé, voire très arrosé sur les reliefs les plus exposés au flux d’ouest, et frais en raison de l’altitude.
Pour la période 1971-2000, la température annuelle moyenne est de 10,4 °C, avec une amplitude thermique annuelle de 13,5 °C. Le cumul annuel moyen de précipitations est de 824 mm, avec 13 jours de précipitations en janvier et 7,4 jours en juillet. Pour la période 1991-2020, la température moyenne annuelle observée sur la station météorologique la plus proche, située sur la commune du Horps à 15 km à vol d'oiseau, est de 11,1 °C et le cumul annuel moyen de précipitations est de 857,1 mm,. Pour l'avenir, les paramètres climatiques de la commune estimés pour 2050 selon différents scénarios d’émission de gaz à effet de serre sont consultables sur un site dédié publié par Météo-France en novembre 2022.

## Urbanisme

### Typologie
Au 1er janvier 2024, Saint-Ouen-le-Brisoult est catégorisée commune rurale à habitat très dispersé, selon la nouvelle grille communale de densité à sept niveaux définie par l'Insee en 2022.
Elle est située hors unité urbaine. Par ailleurs la commune fait partie de l'aire d'attraction de La Ferté Macé, dont elle est une commune de la couronne,. Cette aire, qui regroupe 17 communes, est catégorisée dans les aires de moins de 50 000 habitants,.

### Occupation des sols
L'occupation des sols de la commune, telle qu'elle ressort de la base de données européenne d’occupation biophysique des sols Corine Land Cover (CLC), est marquée par l'importance des territoires agricoles (96,9 % en 2018), une proportion identique à celle de 1990 (96,9 %). La répartition détaillée en 2018 est la suivante : 
terres arables (60,4 %), prairies (30,4 %), zones agricoles hétérogènes (6,1 %), forêts (3,1 %). L'évolution de l’occupation des sols de la commune et de ses infrastructures peut être observée sur les différentes représentations cartographiques du territoire : la carte de Cassini (XVIIIe siècle), la carte d'état-major (1820-1866) et les cartes ou photos aériennes de l'IGN pour la période actuelle (1950 à aujourd'hui).

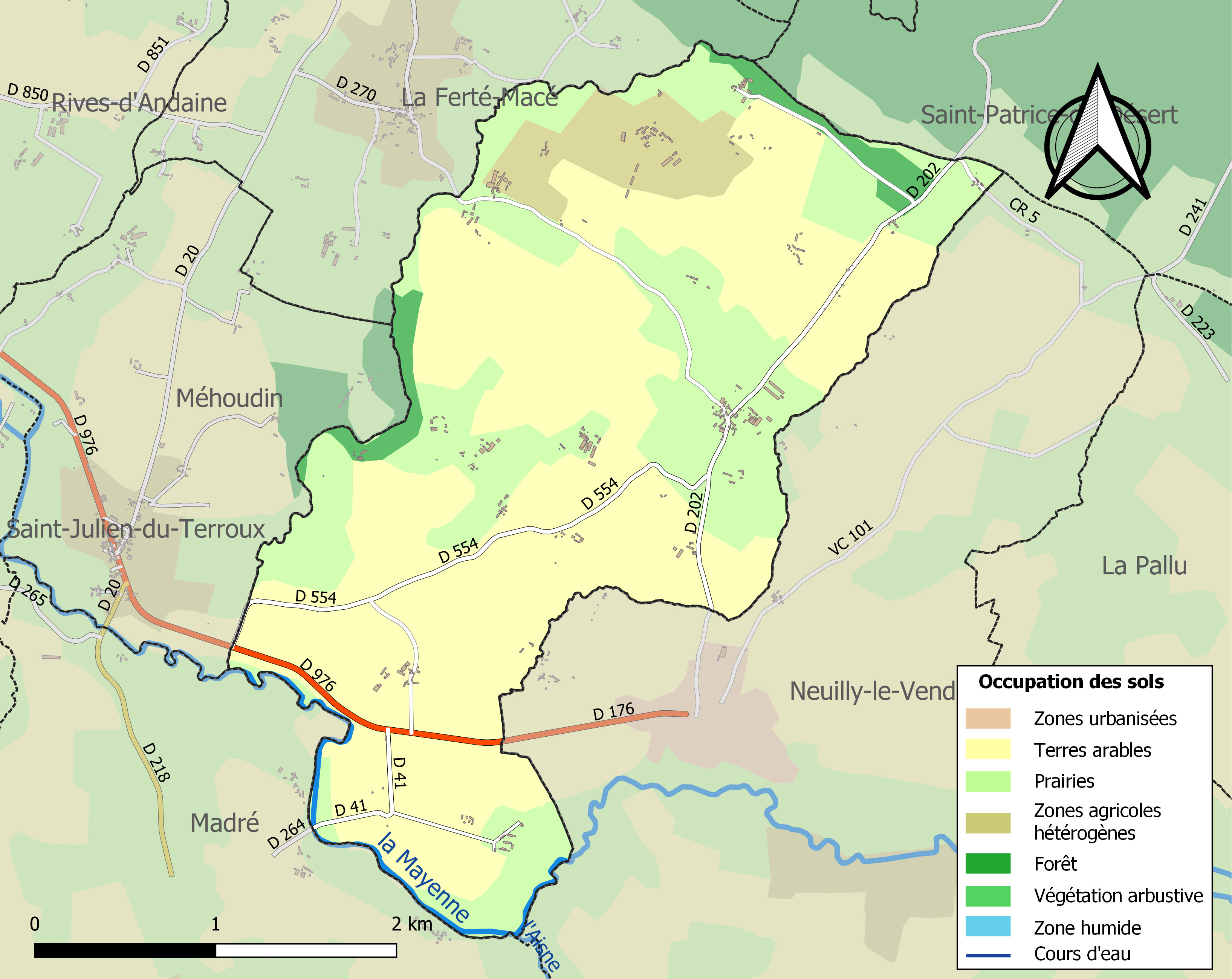
Carte des infrastructures et de l'occupation des sols de la commune en 2018 (CLC).

## Toponymie
Saint-Ouen-le-Brisoult, S. Audoenus en 1216 : la paroisse est dédiée à Ouen de Rouen, évêque de Rouen au VIIe siècle, très vénéré en Normandie. Brisoult est un patronyme.
Au cours de la période révolutionnaire de la Convention nationale (1792-1795), la commune a porté le nom de Le Brisoult-Régénéré.

## Politique et administration
| Période                                  | Période   | Identité         | Étiquette   | Qualité     |
| ---------------------------------------- | --------- | ---------------- | ----------- | ----------- |
| 1983                                     | mars 2008 | Michel Ralu      |             |             |
| mars 2008                                | En cours  | Bernard Champain | SE puis DVD | Agriculteur |
| Les données manquantes sont à compléter. |           |                  |             |             |

Le conseil municipal est composé de onze membres dont le maire et deux adjoints.

## Démographie
L'évolution du nombre d'habitants est connue à travers les recensements de la population effectués dans la commune depuis 1793. Pour les communes de moins de 10 000 habitants, une enquête de recensement portant sur toute la population est réalisée tous les cinq ans, les populations de référence des années intermédiaires étant quant à elles estimées par interpolation ou extrapolation. Pour la commune, le premier recensement exhaustif entrant dans le cadre du nouveau dispositif a été réalisé en 2007.
En 2022, la commune comptait 125 habitants, en évolution de +0,81 % par rapport à 2016 (Orne : −3,21 %, France hors Mayotte : +2,11 %).
Saint-Ouen-le-Brisoult a compté jusqu'à 684 habitants en 1836.
| 1793 | 1800 | 1806 | 1821 | 1836 | 1841 | 1846 | 1851 | 1856 |
| ---- | ---- | ---- | ---- | ---- | ---- | ---- | ---- | ---- |
| 623  | 400  | 617  | 569  | 684  | 658  | 662  | 643  | 638  |

| 1861 | 1866 | 1872 | 1876 | 1881 | 1886 | 1891 | 1896 | 1901 |
| ---- | ---- | ---- | ---- | ---- | ---- | ---- | ---- | ---- |
| 571  | 538  | 509  | 525  | 456  | 448  | 428  | 417  | 379  |

| 1906 | 1911 | 1921 | 1926 | 1931 | 1936 | 1946 | 1954 | 1962 |
| ---- | ---- | ---- | ---- | ---- | ---- | ---- | ---- | ---- |
| 334  | 324  | 269  | 269  | 287  | 285  | 262  | 260  | 200  |

| 1968 | 1975 | 1982 | 1990 | 1999 | 2006 | 2007 | 2012 | 2017 |
| ---- | ---- | ---- | ---- | ---- | ---- | ---- | ---- | ---- |
| 172  | 138  | 125  | 121  | 105  | 134  | 138  | 128  | 123  |

| 2022 | - | - | - | - | - | - | - | - |
| ---- | - | - | - | - | - | - | - | - |
| 125  | - | - | - | - | - | - | - | - |

## Lieux et monuments

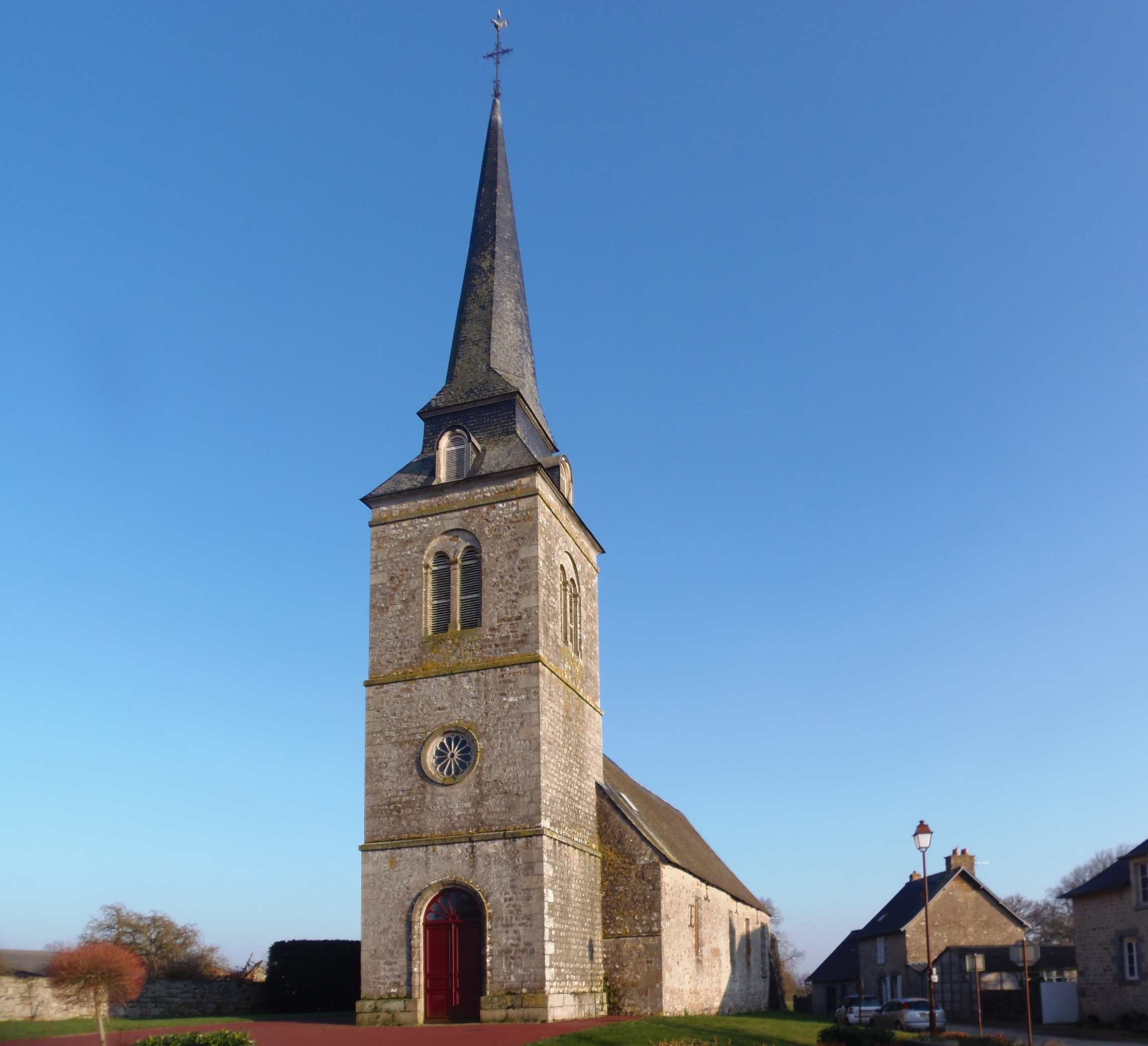
L'église Saint-Ouen.

- Église Saint-Ouen du XIXe siècle. Ses retables du XVIIe siècle, leurs statues et tableau, sont  classés à titre d'objets aux Monuments historiques[29].
- Le château de Vaugeois.
- Les gorges de Villiers, site situé à l'est de la forêt d'Andaine.